# Tello
Tello là một khu tự quản thuộc tỉnh Huila, Colombia. Thủ phủ của khu tự quản Tello đóng tại Tello Khu tự quản Tello có diện tích 494 ki lô mét vuông. Đến thời điểm ngày 28 tháng 5 năm 2005, khu tự quản Tello có dân số 13187 người.